# A Foot in the Door
A Foot in the Door: The Best of Pink Floyd (en español: «Un pie en la puerta: Lo mejor de Pink Floyd») es un álbum recopilatorio que contiene las canciones de 1967 a 1994 de la banda de rock progresivo Pink Floyd, lanzado al mercado el 8 de noviembre de 2011 por Capital Records en los Estados Unidos. El disco incluye una nueva selección de 16 temas remasterizados digitalmente por James Guthrie e ilustraciones de Storm Thorgerson. Al igual que en Echoes: The Best of Pink Floyd, las canciones están unidas de manera que parezcan una sola canción. 
Este álbum forma parte de la campaña de reediciones de los discos de Pink Floyd, llamada Why Pink Floyd...?.

## Arte
La portada muestra en forma de collage a todas las portadas de los álbumes de Pink Floyd, y a un profesor (simbolizando a The Wall); y en su interior hay un niño con una bicicleta (simbolizando a Bike)

## Lista de canciones
| N.º   | Título                               | Escritor(es)                                            | Álbum original              | Duración |  |
| 1.    | «Hey You»                            | Roger Waters                                            | The Wall                    | 4:40     |  |
| 2.    | «See Emily Play»                     | Syd Barrett                                             | Relics                      | 2:48     |  |
| 3.    | «The Happiest Days of Our Lives»     | Roger Waters                                            | The Wall                    | 1:32     |  |
| 4.    | «Another Brick in the Wall (Part 2)» | Roger Waters                                            | The Wall                    | 3:48     |  |
| 5.    | «Have a Cigar»                       | Roger Waters                                            | Wish You Were Here          | 5:08     |  |
| 6.    | «Wish You Were Here»                 | David Gilmour, Roger Waters                             | Wish You Were Here          | 5:05     |  |
| 7.    | «Time»                               | David Gilmour, Nick Mason, Roger Waters, Richard Wright | The Dark Side of the Moon   | 6:20     |  |
| 8.    | «The Great Gig in the Sky»           | Richard Wright, Clare Torry                             | The Dark Side of the Moon   | 4:36     |  |
| 9.    | «Money»                              | Roger Waters                                            | The Dark Side of the Moon   | 6:34     |  |
| 10.   | «Comfortably Numb»                   | David Gilmour, Roger Waters                             | The Wall                    | 6:19     |  |
| 11.   | «High Hopes»                         | David Gilmour, Polly Samson                             | The Division Bell           | 6:55     |  |
| 12.   | «Learning to Fly»                    | David Gilmour, Anthony Moore, Bob Ezrin, Jon Carin      | A Momentary Lapse of Reason | 4:49     |  |
| 13.   | «The Fletcher Memorial Home»         | Roger Waters                                            | The Final Cut               | 4:11     |  |
| 14.   | «Shine On You Crazy Diamond»         | Richard Wright, Roger Waters, David Gilmour             | Wish You Were Here          | 11:05    |  |
| 15.   | «Brain Damage»                       | Roger Waters                                            | The Dark Side of the Moon   | 3:46     |  |
| 16.   | «Eclipse»                            | Roger Waters                                            | The Dark Side of the Moon   | 1:53     |  |
| 79:39 |                                      |                                                         |                             |          |  |

## Créditos
- Syd Barrett - Guitarra y voces en "See Emily Play"
- Roger Waters - Bajo, efectos y voces
- David Gilmour - Guitarras, bajo sin trastes en "Hey You", bajo en "High Hopes" y voces
- Richard Wright - Teclados, Órgano, Piano y voces
- Nick Mason - Batería y percusión

con:
- James Guthrie - Remasterización y percusión en "The Happiest Days of Our Lives"
- Islington Green School - coros en "Another Brick in the Wall, Pt. 2"
- Jon Carin - teclados en "High Hopes"
- Tony Levin - bajo en "Learning to Fly"
- Clare Torry - Voces en "The Great Gig in the Sky"
- Dick Parry - Saxofón en "Money" y "Shine on You Crazy Diamond"
- Michael Kamen - Orquestación en "High Hopes" y en "The Fletcher Memorial Home", y piano en "The Fletcher Memorial Home"
- Lee Ritenour - guitarra acústica en "Comfortably Numb"
- Storm Thorgerson - diseño de la portada.
- Joel Plante - remasterización